# 黄寨镇 (崇信县)
黄寨镇，是中华人民共和国甘肃省平凉市崇信县下辖的一个乡镇级行政单位。
2016年，甘肃省民政厅批复同意撤销黄寨乡，设立黄寨镇。

## 行政区划
黄寨镇下辖以下地区：
屈家洼村、白家新庄村、黄土寺村、张明洼村、茜洼村、黄寨村、北沟村、甘庄村、马寨村、水泉洼村和大麦沟村。